# نيكي مورغان
نيكي مورغان (بالإنجليزية: Nicky Morgan)‏ هو لاعب كرة قدم بريطاني في مركز الهجوم، ولد في 30 أكتوبر 1959 في لندن في المملكة المتحدة. لعب مع أدو دين هاغ وستوك سيتي ونادي إكزتر سيتي ونادي بريستول سيتي ونادي بورتسموث ونادي بورنموث ووست هام يونايتد.

## وصلات خارجية
- نيكي مورغان على موقع قاعدة بيانات كرة القدم.إي يو (الإنجليزية)